# فیلم در ۱۹۷۷
فیلم در ۱۹۷۷ اتفاقات مهم سینما در ۱۹۷۷ میلادی را شامل می‌شود.

## پرفروش‌ترین فیلم‌ها (آمریکا)
ده فیلم پرفروش در گیشه آمریکای شمالی:
| رتبه | نام                     | استودیو          | فروش کل      |
| ---- | ----------------------- | ---------------- | ------------ |
| ۱    | جنگ ستارگان             | فاکس قرن بیستم   | $۲۲۱٬۲۸۰٬۹۹۴ |
| ۲    | اسموکی و بندیت          | یونیورسال پیکچرز | $۱۲۶٬۷۳۷٬۴۲۸ |
| ۳    | برخورد نزدیک از نوع سوم | کلمبیا پیکچرز    | $۱۱۶٬۳۹۵٬۴۶۰ |
| ۴    | تب شب یکشنبه            | پارامونت پیکچرز  | $۹۴٬۲۱۳٬۱۸۴  |
| ۵    | دختر خداحافظی           | برادران وارنر    | $۸۲٬۰۰۰٬۴۷۰  |
| ۶    | پلی در دوردست           | یونایتد آرتیستس  | $۵۰٬۷۵۰٬۰۰۰  |
| ۷    | عمیق                    | کلمبیا پیکچرز    | $۴۷٬۳۴۶٬۳۶۵  |
| ۸    | جاسوسی که دوستم داشت    | یونایتد آرتیستس  | $۴۶٬۸۳۸٬۶۷۳  |
| ۹    | ای خدا                  | برادران وارنر    | $۴۱٬۶۸۷٬۲۴۳  |
| ۱۰   | آنی هال                 | یونایتد آرتیستس  | $۳۸٬۲۵۱٬۴۲۵  |